# ウイニングイレブン 2019
『ウイニングイレブン2019』（海外版：Pro Evolution Soccer 2019）は、コナミデジタルエンタテインメントより2018年8月発売のサッカーゲーム。ウイニングイレブンシリーズとしては今作で23作目（PS（2000も含む。）、PS2、PS3、PS4の通算。Jリーグ版、ファイナルエヴォリューション等は除く）である。日本国内ではPlayStation 4のみ発売。
パッケージにはバルセロナのコウチーニョ、スアレス、メッシ、ブスケツ、ラキティッチが描かれる。

## ゲーム内容

### Liteバージョン
2018年12月13日に配信開始。PS4版ウイイレ2019の「myclub」モード、「PES LEAGUE」モード、「CO-OP」モードをプレイできる基本無料のダウンロードゲーム。本作からは「エディット」モードが追加され、偽名チームのエンブレム・ユニフォームの修正・編集やオリジナルユニフォームの作成が可能となる。

### スマートフォン版
2018年12月13日にスマートフォン版「ウイニングイレブン2018』がアップデートされる形で配信開始。「myclub」モードをベースとしたゲームであり、本作ではモバイルゲームでのパートナー契約としてライセンスを獲得したJ1リーグ、J2リーグが独自に収録されている。

### 新要素
- 新スキルとしてエッジターン、ダブルタッチ、足裏コントロール、ノールックパス、インターセプト、PKキッカー、PKストッパー、高弾道パントキック、ライジングシュート、コントロールループ、ドロップシュートが追加。
- 新プレースタイルとしてインサイドレシーバー、クロサー、プレーメイカー、インナーラップサイドバックが追加。
- マスターリーグではメイン画面のニュースに動画が追加されたり、トレーニングや交渉に一部変更がされている。

### 本作でのタトゥー
前作から継続のものや新規のものがある。
- バルセロナ(ルイス スアレス、リオネル メッシ、イヴァン ラキティッチ、セルヒオ ブスケツ、サミュエル ユムティティ、フィリペ コウチーニョ)
- ミラン(アレッシオ ロマニョーリ、リカルド ロドリゲス、ルーカス ビリア、スソ、ダヴィデ カラブリア、パトリック クトローネ)
- インテル(マウロ イカルディ、ボルハ バレーロ、アントニオ カンドレーヴァ、マルセロ ブロゾヴィッチ、ラジャ ナインゴラン)
- アーセナル(ピエール オーバメヤング、アレクサンドル ラカゼット、メスト エジル、エクトル ベジェリン、グラニット ジャカ)
- シャルケ(オマール マスカレル)
- セルティック(ミカエル ルスティグ、スコット ブラウン、レイ グリフィス)
- レンジャーズ(ジェイムズ タヴァーニア、スコット アーフィールド、アルフレド モレロス、コナー ゴールドソン、ライアン ケント)
- その他(パコ アルカセル)[注釈 2]
- レジェンド(デイヴィッド ベッカム)
- 首のみ(カブリエウ)
- 他クラブ移籍により消滅(アレイシ ビダル、リュカ ディーニュ、レオナルド ボヌッチ、ジャック ウィルシャー)
- 前作から消去(マルコ ロイス)

### myClub
- トップエージェントに必要コインが250から100に変更。また、250コインでは3選手が獲得可能。同時にGPも1回のガチャ(コイン同様に3人獲得)が25000GPとなった。
- 不必要な同名選手を3人選び同じレアリティの好きな選手を1人で手に入れられるトレード機能が実装。
- 選手保有枠が1000固定となり、GPでの拡張は不可。
- ポジションやスキルを覚えさせられるトレーナーが登場。
- その週で特に活躍した選手や次の週でパートナークラブが行う大きな試合の中心選手を「Featured Players」としてカード化。能力が大幅に上昇し、本作での現役最高総合値であるメッシやロナウド、ネイマールを超える総合値を持った選手も登場する。

### myClubレジェンド
- 以下のレジェンドが2018から続けて登場[1]。ベッカムは1999年の姿と2002年の姿と2018年の姿の3選手が登場。
  - ディエゴ マラドーナ(アルゼンチン)
  - ロマーリオ、ロベルト カルロス、ロナウジーニョ、ベベト、カフー(ブラジル)
  - マルセロ サラス、イバン サモラーノ(チリ)
  - パヴェル ネドヴェド(チェコ)
  - デイヴィッド ベッカム(イングランド)
  - パトリック ヴィエラ(フランス)
  - ローター マテウス、オリヴァー カーン(ドイツ)
  - アレッサンドロ デル ピエーロ、パオロ マルディーニ(イタリア)
  - ルート フリット、ヨハン クライフ(オランダ)
  - ルイス フィーゴ(ポルトガル)
  - マイケル オーウェン、イアン ラッシュ、ロビー ファウラー、スティーヴン ジェラード、スティーヴ マクマナマン、ケヴィン キーガン、ケニー ダルグリッシュ(リヴァプールレジェンド)
- 以下のレジェンドが過去作から復活。

パトリック クライファート(データパック2.0)リュドヴィク ジュリ(データパック3.0)
- 以下のレジェンドが新たに登場。
  - エステバン カンビアッソ、アルバロ レコバ、アドリアーノ、ユーリ ジョルカエフ(インテルレジェンド)[3]
  - ロベール ピレス、ソル キャンベル、ジウベルト シウヴァ、フレドリック ユングベリ、エマニュエル プティ(アーセナルレジェンド/データパック4.0)[4]
  - ガブリエル バティストゥータ、デニウソン(データパック3.0)[2]
  - リカルド ローシャ、ライー、ディエゴ ルガーノ(サン パウロレジェンド/データパック3.0)[2]
  - フランチェスコ トッティ、中田 英寿、パク チソン(データパック4.0)[5]
  - フランコ バレージ、ダニエレ マッサーロ、ジーダ、クリスティアン アッビアーティ(ミランレジェンド/データパック4.0)[5]

## ライセンス
コナミ発表時点のもの。
UEFAチャンピオンズリーグは2018年で契約満了となり、更新されないことを発表した。ボルシア ドルトムントは当初は収録の予定であったが、ドルトムント側の早期契約解除により収録されない事となった。
各国フルライセンスのリーグはカップ戦のみ偽名。
なお、2018に搭載されていたイタリア2部とスペイン2部が消滅している。

### リーグライセンス
- Jupiler Pro League
  - フルライセンス。
- Superliga
  - フルライセンス
- Premier League
  - イングランドリーグという偽名で登場。アーセナルとリヴァプールが実名(他18クラブは偽名)。アーセナルとリヴァプールはオフィシャルパートナー契約を結んでいる。
- Sky Bet Championship
  - イングランド2部リーグという偽名で登場。全クラブ偽名。
- League 1 Conforama
  - フルライセンス。モナコとはオフィシャルパートナー契約を結んでいる。
- Domino's League 2
  - フルライセンス。
- Serie A
  - イタリアリーグという偽名で登場。ユベントスのみ偽名(他19クラブは実名)。インテルナツィオナーレ、ラツィオ[9]、ミランはオフィシャルパートナー契約を結んでいる。
- Eredivisie
  - フルライセンス。
- Liga NOS
  - フルライセンス。
- Russian Premier Liga
  - フルライセンス。
- Ladbrokes Premiership
  - フルライセンス。セルティック、レンジャーズとはオフィシャルパートナー契約を結んでいる。
- La Liga Santander
  - スペインリーグという偽名で登場。バルセロナのみ実名(他19クラブは偽名)。バルセロナはオフィシャルパートナー契約を結んでいる。
- Raiffeisen Super League
  - フルライセンス。
- Spor Toto Süper Lig
  - フルライセンス。
- Superliga Quilmes Clásica
  - フルライセンス。ボカ ジュニオルス[10]、リーベル プレート、インデペンディエンテとはオフィシャルパートナー契約を結んでいる。
- Campeonato Brasileiro
  - フルライセンス。発売時点ではアメリカ ミネイロ、バイーア、ボタフォゴ、グレミオの選手名が偽名(ユニフォームのみライセンス)。コリンチャンス、フラメンゴ、パルメイラス、サン パウロ、ヴァスコ ダ ガマとはオフィシャルパートナー契約を結んでいる。また、コリンチャンスとサン パウロのユニフォームにはPES2019のロゴがデザインされている。
- Campeonato Nacional Scotiabank
  - フルライセンス。コロ コロとはオフィシャルパートナー契約を結んでいる。
- Liga Águila
  - フルライセンス。初期時点で収録されているが、公式サイトに情報は一切無い。
- Chinese Super League
  - データパック2.0で追加[11]。フルライセンス。データパック5.0にて昇降格とユニフォーム反映。昇格チームの選手はライブアップデートにより反映。降格チームは偽名・選手架空化されその他アジアへ移動。
- TOYOTA Thai League
  - データパック2.0で追加[11]。フルライセンスだが、マスターリーグやACLといったオフラインでのリーグ・カップ戦モードでは使用出来ない仕様となっている。データパック4.0にて昇降格反映。5.0にてユニフォーム反映。降格チームは実名のままその他アジアへ移動。

### スマートフォン版のみのライセンス
2019年2月28日のデータパック4.0相当のアップデートより2019シーズンへ以降。J3降格のロアッソ熊本とカマタマーレ讃岐は偽名化。
- 明治安田生命J1リーグ
- 明治安田生命J2リーグ

### その他クラブライセンス
実名クラブのみ掲載。

P - パートナークラブ
| 所属リーグ国 | チーム名                   |
| ------------ | -------------------------- |
| クロアチア   | ディナモ ザグレブ          |
| チェコ       | スラヴィア プラハ          |
| ドイツ       | バイヤー レヴァークーゼン  |
| ドイツ       | シャルケ 04P               |
| ギリシャ     | AEKアテネ                  |
| ギリシャ     | オリンピアコス ピレウス    |
| ギリシャ     | パナシナイコス             |
| ギリシャ     | PAOK                       |
| ルーマニア   | FCSB                       |
| スウェーデン | マルメ FF                  |
| ウクライナ   | ディナモ キエフ            |
| ウクライナ   | シャフタール ドネツク      |
| ブラジル     | RBブラジウ                 |
| ペルー       | アリアンサ リマP           |
| ペルー       | スポルティング クリスタルP |
| タイ         | エアフォース セントラル    |
| タイ         | BG パトゥム ユナイテッド   |
| タイ         | ネイヴィ                   |
| タイ         | ポリス テロ                |
| タイ         | ウボン ユナイテッド        |

### ナショナルチーム
コナミ発表時点のもの。なお、ブラジルは当初はフルライセンスの予定であったが、選手ライセンスの事情により選手名が偽名となっている(ユニフォームのみのライセンス)。データパック5.0時点でフレッジ、カゼミーロ、ネイマール、ガブリエウ ジェズスが偽名のままとなっている。

また、データパック3.0にてタイがフルライセンスとなった。
| - ヨーロッパ（UEFA） - アルバニア - オーストリア - ベルギー - ボスニア・ヘルツェゴビナ Fict. - ブルガリア - クロアチア - チェコ - デンマーク - イングランド - フランス - ドイツ - ギリシャ - ハンガリー - アイスランド - アイルランド - イスラエル - イタリア - オランダ - 北アイルランド - ノルウェー - ポーランド - ポルトガル - ルーマニア - ロシア - スコットランド - セルビア Fict. - スロバキア - スロベニア - スペイン - スウェーデン - スイス - トルコ - ウクライナ - ウェールズ | - アフリカ（CAF） - アルジェリア Fict. - ブルキナファソ Fict. - カメルーン - コートジボワール - エジプト - ガーナ - ギニア Fict. - マリ Fict. - モロッコ - ナイジェリア Fict. - セネガル Fict. - 南アフリカ共和国 - チュニジア Fict. - ザンビア Fict. - 北中米カリブ海（CONCACAF） - コスタリカ - ホンジュラス Fict. - ジャマイカ Fict. - メキシコ Fict. - パナマ Fict. - アメリカ合衆国 Fict. - 南米（CONMEBOL） - アルゼンチン - ボリビア - ブラジル Fict. - チリ - コロンビア - エクアドル - パラグアイ - ペルー - ウルグアイ - ベネズエラ | - アジア（AFC）・オセアニア（OFC） - オーストラリア - 中華人民共和国 Fict. - イラン Fict. - イラク Fict. - 日本 - ヨルダン Fict. - 北朝鮮 Fict. - クウェート Fict. - レバノン Fict. - ニュージーランド - オマーン Fict. - カタール Fict. - 韓国 Fict. - サウジアラビア Fict. - タイ DP3.0 - アラブ首長国連邦 Fict. - ウズベキスタン Fict. · |

詳細

太字 - フルライセンス

Fict. - 選手偽名

DP~ - その弾のデータパックにてライセンス化

### その他ライセンス
- インターナショナル チャンピオンズ カップ
  - マスターリーグ等でプレイ可能なプレシーズン大会が本作では実名で登場。
- AFC Champions League 2018
  - 各大陸大会唯一のライセンスとなった。

## スタジアム
コナミ発表時点のもの。

ジグナル・イドゥナ・パルクはチーム同様ドルトムントとの契約解除で収録されていない。
- 実名
  -  カンプ・ノウ（バルセロナ）
  -  フェルティンス・アレーナ（シャルケ 04）
  -  アンフィールド（リヴァプール）
  -  エミレーツ・スタジアム（アーセナル）
  -  ジュゼッペ・メアッツァ（インテルナツィオナーレ）
  -  サン・シーロ（ミラン）
  -  ローマ・オリンピコ（ローマ／ラツィオ／イタリア代表）
  -  ザンクト・ヤコブ・パルク（バーゼル／スイス代表）
  -  シュクリュ・サラジオウル・スタジアム（フェネルバフチェ）
  -  エスタディオ・ジョゼ・アルヴァラーデ（スポルティング CP）
  -  ヨハン・クライフ・アレナ（アヤックス）
  -  エスタディオ・ド・マラカナン（フルミネンセ／フラメンゴ／ブラジル代表）
  -  エスタディオ・サン・ジャヌアリオ（ヴァスコ ダ ガマ）
  -  アリアンツ・パルケ（パルメイラス）
  -  トカ・ダ・ハポーザ・トレシュ(クルゼイロ／アトレチコ ミネイロ）[注釈 3]
  -  アレーナ・コリンチャンス（コリンチャンス）
  -  エスタジオ・ベイラ＝リオ（インテルナシオナウ）
  -  エスタディオ・ド・モルンビー（サン パウロ）
  -  エスタディオ・ウルバーノ・カルデイラ（サントス）
  -  エル・モヌメンタル（リーベル プレート／アルゼンチン代表）
  -  エスタディオ・アルベルト・J・アルマンド（ボカ ジュニオルス）
  -  エスタディオ・モヌメンタル（コロ コロ）
  -  エスタディオ・ナシオナル・デ・チリ（ウニベルシダ チリ／チリ代表）
  -  エスタディオ・アレハンドロ・ビジャヌエバ（アリアンサ リマ）
  -  埼玉スタジアム2002（日本代表）
- 実名(データパック追加)
  -  スタッド・ルイ・ドゥ（モナコ）[11]
  -  デ・カイプ（フェイエノールト）[2]
  -  エスタジオ・パレストラ・イタリア（パルメイラス）[2] [注釈 4]
  -  セルティック・パーク（セルティック）
  -  アイブロックス・スタジアム（レンジャーズ）

- 架空
  - コナミ・スタジアム
  - ノイ・ゾネ・アレナ
  - メトロポール・アレナ
  - ホーフドスタッドゥ・シュタディオン
  - エスタディオ・カンペオン
  - エスタディオ・エスコルピオ
  - エスタディオ・ヌエボ・トリウンフォ
  - スタッド・ド・サジテール
  - スタジオ・オリオン
  - ブルク・スタディオン
  - エスタディオ・デル・マルタンガル
  - ローズパーク・スタジアム
  - コロッセオ・デ・ロス・デポルス
  - スポーツ・パーク
  - ヴィレッジ・ロード
  - ナショナル・スタジアム
  - エスタディオ・タウロ
  - PESリーグ・スタジアム
- 架空(データパック追加)
  - eFootball.Pro アレーナ[11]